# Stazione di Piedimonte-Villa Santa Lucia-Aquino
La stazione di Piedimonte-Villa Santa Lucia-Aquino è una stazione ferroviaria posta sulla linea Roma-Cassino-Napoli. Ubicata al confine dei territori comunali di Piedimonte San Germano e Aquino, serve anche il comune di Villa Santa Lucia.

## Storia
Progettata già negli anni ottanta del XX secolo, per smaltire il traffico merci generato dallo stabilimento Fiat di Cassino, venne attivata come semplice fermata il 22 ottobre 2000, sostituendo la stazione di Piedimonte San Germano-Villa Santa Lucia, declassata a posto di movimento, e la fermata di Aquino-Castrocielo-Pontecorvo.
Venne elevata al rango di stazione il successivo 3 dicembre, con l'attivazione dell'ampio fascio merci.

## Movimento
La stazione è servita dai treni della linea regionale FL6, esercita da Trenitalia.